# Achirus zebrinus
Achirus zebrinus är en fiskart som beskrevs av Clark, 1936. Achirus zebrinus ingår i släktet Achirus och familjen Achiridae. Inga underarter finns listade i Catalogue of Life.